# 阿什代爾章克森 (伊利諾伊州)
阿什代爾章克申（英語：Ashdale Junction）是位於美國伊利諾伊州卡洛爾縣的一個非建制地區。該地的面積和人口皆未知。

## 地理
阿什代爾章克申的座標為42°05′06″N 89°55′28″W / 42.08500°N 89.92444°W，而該地的平均海拔高度為250米（即820英尺）。